# جزایر کانگین

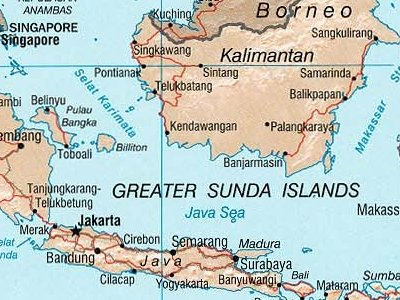
جزایر کانگین در این نقشه به شکل یک جزیره در شمال بالی (جنوب واژه ISLANDS) دیده می‌شود.

جزایر کانگین (انگلیسی: Kangean Islands) مجمع‌الجزایری شامل ۳۸ جزیره متعلق به اندونزی است که در مجموع ۶ تن سکنه دارد. مساحت این جزایر ۶۶۸ کیلومتر مربع است و در دریای جاوه و در فاصله تقریبی ۱۲۰ کیلومتری شمال بالی و ۱۲۰ کیلومتری شرق جزیره مادورا واقع شده‌اند. این جزایر بخشی از استان جاوه شرقی به‌شمار می‌روند.